# Toyota Corona EXiV

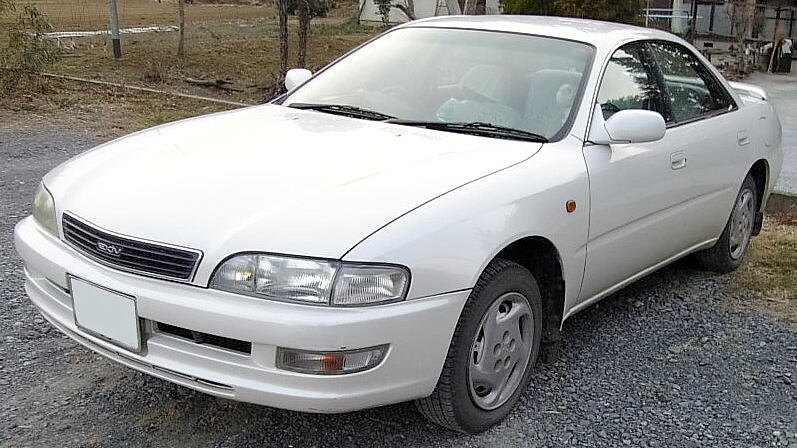
1993 Corona EXiV (2. generacja)

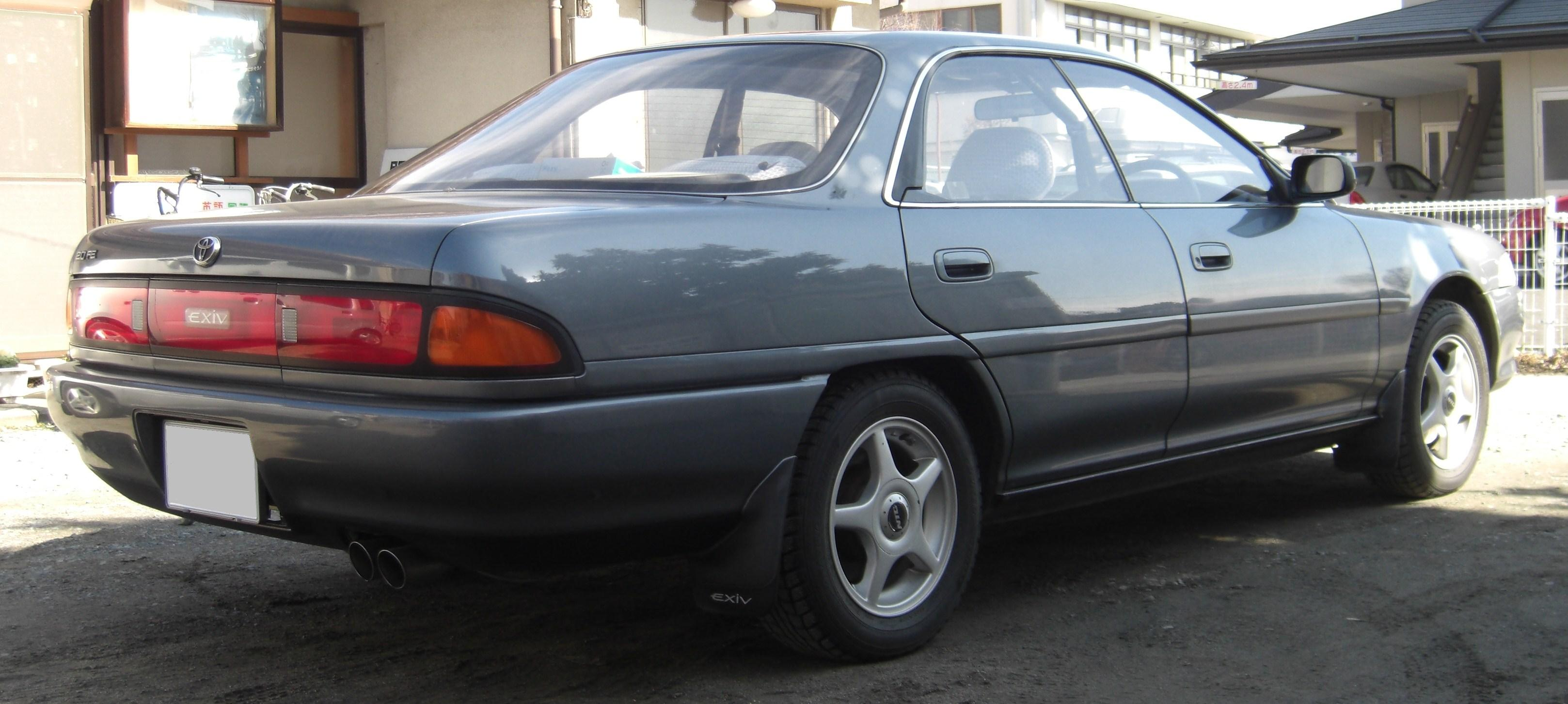
Corona EXiV - tył nadwozia (1. generacja)

Toyota Corona EXiV – samochód osobowy z segmentu C produkowany pod japońską marką Toyota od września 1989 do kwietnia 1998 roku. Nazwa EXiV pochodzi od angielskiego zwrotu 
extra impressive. Cechował się 4-drzwiowym nadwoziem typu hardtop sedan.
Pojazd został wprowadzony na rynek dzięki dużej popularności jaką zdobyła 1. generacja Cariny ED, sam konstrukcyjnie opierał się na jej drugiej generacji, zastąpił przy tym model Corona Coupé. Mechanicznie pojazd opierał się na Carinie ED, która czerpała większość rozwiązań z 5. generacji Celiki. EXiV różnił się od Cariny ED m.in.: atrapą chłodnicy, przednimi i tylnymi światłami, poziomem wyposażenia oraz innymi drobnymi szczegółami. Dostępne były silniki: 2.0 3S-GE (165 KM), 2.0 3S-FE (125 KM, od sierpnia 1990 140 KM) i 1.8 4S-Fi (105 KM) zastąpiony we wrześniu 1990 przez 4S-FE (115 KM). Występował także wariant z system 4 kół skrętnych
Druga generacja modelu zadebiutowała w październiku 1993 roku. Bazowała na równoległej wersji Cariny ED. Nieznacznie powiększono rozstaw osi i szerokość nadwozia. Do napędu służyły silniki 2.0 (140 i 180 KM) oraz 1.8 (125 KM). Występował także wariant z napędem AWD. Produkcję zakończono w kwietniu 1998 roku.

## Dane techniczne
| Wersja              | Silnik:                   | Układ zasilania:    | Średnica × skok tłoka: | St. sprężania:      | Moc maksymalna:                    | Maks. moment obrotowy      |
| Pierwsza generacja: | Pierwsza generacja:       | Pierwsza generacja: | Pierwsza generacja:    | Pierwsza generacja: | Pierwsza generacja:                | Pierwsza generacja:        |
| ------------------- | ------------------------- | ------------------- | ---------------------- | ------------------- | ---------------------------------- | -------------------------- |
| 1.8 4S-Fi           | R4 1,8 l (1838 cm³), DOHC | wtrysk EFi          | 82,50 mm × 86,00 mm    | 9,3:1               | 105 KM (77 kW) przy 5600 obr./min  | 149 N•m przy 2800 obr./min |
| 2.0 3S-FE           | R4 2,0 l (1998 cm³), DOHC | wtrysk EFi          | 86 mm × 86,00 mm       | 9,3:1               | 125 KM (92 kW) przy 5600 obr./min  | 169 N•m przy 4400 obr./min |
| 2.0 3S-GE           | R4 2,0 l (1998 cm³), DOHC | wtrysk EFi          | 86 mm × 86,00 mm       | 10,1:1              | 165 KM (121 kW) przy 6800 obr./min | 191 N•m przy 4800 obr./min |